# Llibre Vermell de Montserrat
El Llibre Vermell de Montserrat (en español, Libro Rojo de Montserrat) es un manuscrito de finales de la Edad Media, conservado en el Monasterio de Montserrat, cerca de Barcelona. Contiene una colección de cantos y danzas medievales para entretenimiento de los peregrinos que acudían a este monasterio.

## El manuscrito
Su nombre, Llibre Vermell que significa «libro rojo», proviene de las cubiertas de terciopelo rojo con las que fue encuadernado en el siglo XIX. Dicha cubierta fue sustituida por una encuadernación en piel roja el 1947. El manuscrito fue elaborado a finales del siglo XIV. Fue copiado hacia el año 1399 y contiene también fragmentos del siglo XVI.
El manuscrito permaneció desaparecido entre el 1806 y el 1885, cuando fue descubierto en Vic y restituido a la biblioteca del monasterio. Se encuentra bastante deteriorado, especialmente por la falta numerosas páginas que fueron arrancadas.
Este documento inicialmente contenía 154 folios, escritos por ambas caras, de los cuales se han perdido 36. De los restantes, sólo siete contienen música (los comprendidos entre el folio 21v y el 27). Por tanto, sus páginas musicales no pasan de doce. Está integrado por 23 pliegos que contienen textos de temática religiosa, entre los que destaca el llamado Cançoner Montserratí, formado por 10 piezas vocales dedicadas casi en su totalidad a la Virgen de Montserrat y destinadas al uso por parte de los peregrinos que acudían de manera masiva al monasterio desde el siglo XIV.

## Contenido
El códice está estructurado en las siguientes partes:
- Liber Miraculorum S. Marie de Monteserrato o Libro de los milagros de Santa María de Montserrat. Los diez primeros folios contienen una colección de narraciones de milagros, de la que faltan las 60 primeras. El último milagro de la serie está fechado en 1336.
- Liber Miraculorum que ipsa V. Maria operatur por universum mundum.
- Cançoner montserratí o Cancionero de Montserrat, que contiene diez cantos:
  1. O Virgo splendens
  2. Stella splendens
  3. Laudemus Virginem
  4. Splendens ceptigera
  5. Los set goytxs
  6. Cuncti simus concanentes
  7. Polorum Regina
  8. Mariam matrem
  9. Imperayritz de la ciutat joyosa
  10. Ad mortem festinamus. La traducción, del "Birolay» de Madona Santa Maria, por P. Villanueva, denota la existencia de otras piezas similares en los folios desaparecidos.
- Íncipit tratado breve de confesión.

### Obras musicales
Los folios 21v-27 recogen una colección de piezas musicales, todas de autor anónimo. El propósito de la colección era entretener con cánticos y danzas a los peregrinos que llegaban al Monasterio de Montserrat, que era uno de los sitios de peregrinación más importantes cuando el manuscrito fue copiado, y se protegían en la iglesia durante la noche y en las plazas cercanas durante el día, según se explica en el folio 22:

«Quia interdum peregrini quando vigilant in ecclesia Beate Marie de Monte Serrato volunt cantare et trepudiare, et etiam in platea de die, et ibi non debeant nisi honestas ac devotas cantilenas cantare, idcirco superius et inferius alique sunt scripte. Et de hoc uti debent honeste et parce, ne perturbent perseverantes in orationibus et devotis contemplationibus in quibus omnes vigilantes insistere debent pariter et devote vaccare.»
«Como a veces los peregrinos, cuando están velando en la iglesia de Santa María de Montserrat, quieren cantar y bailar, y también en la calle de día, y allí sólo deben cantar cantos honestos y piadosos, por eso están escritos en alguna parte encima y por debajo. Y deben usar esto con honestidad y moderación, para no molestar a los que perseveran en la oración y contemplación devota, en la cual todos los veladores deben insistir de la misma manera y dedicarse a ella devotamente.»

Las piezas de la colección que han llegado hasta nosotros son diez: tres cánones o caças, dos cantos polifónicos y cinco danzas. Estas piezas presentan textos en diversos idiomas: ocho en latín, uno en catalán y uno en occitano, todos de autor desconocido. A pesar de que la colección fue copiada a finales del siglo XIV, se cree que la mayor parte de la música es anterior. Por ejemplo, el motete Imperayritz de la ciutat joyosa posee un texto distinto para cada una de las dos voces, estilo que ya no se utilizaba cuando el manuscrito fue copiado.
- O Virgo splendens, canon a 3 voces (fol. 21v-22)

Antiphona dulcis armonia dulcissime virginis Marie de Monteserrato. 

Caça de duobus vel tribus:

O Virgo splendens hic in monte celso

miraculis serrato fulgentibus ubique.

quem fidelis conscendunt universi.

eya pietatis occulo placato,

cerne ligatos fune peccatorum

ne infernorum ictibus graventur,

sed cum beatis tua prece vocentur

- 'Stella splendens, danza en forma de virelay a 2 voces (fol. 22r)

Sequitur alia cantilena ad trepudium rotundum:

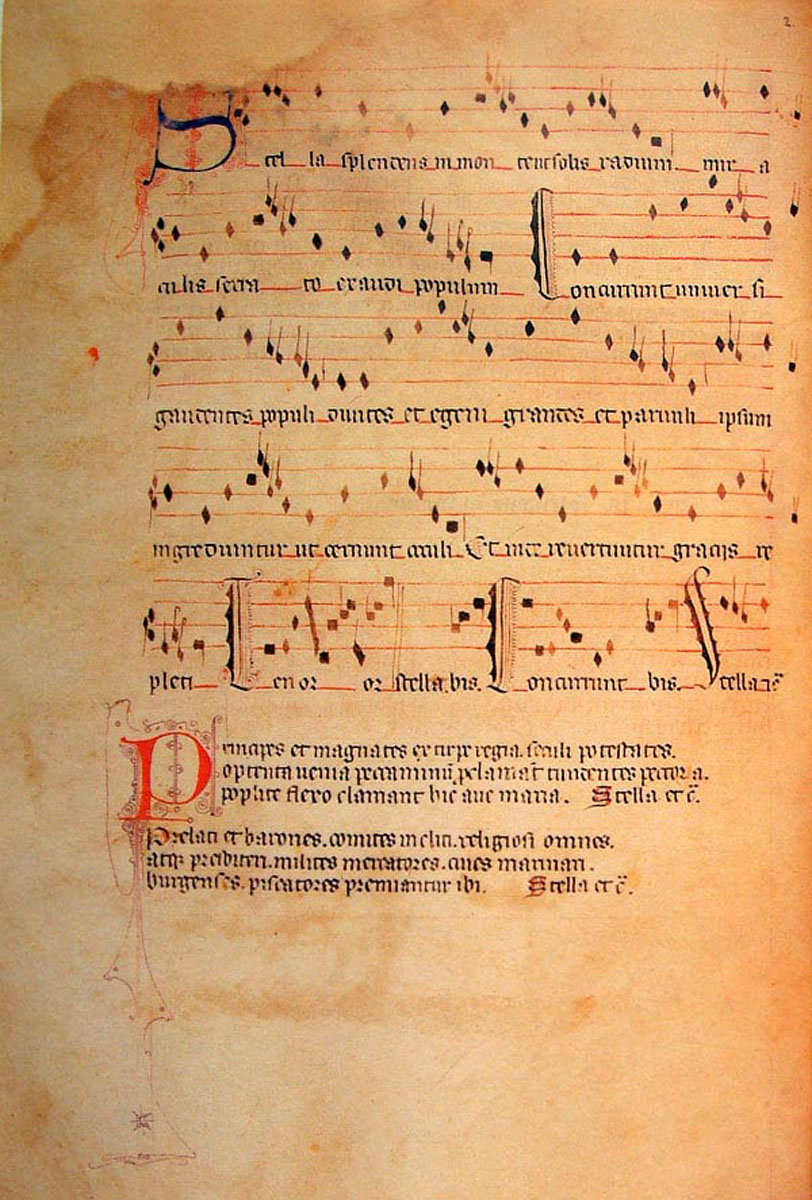
"Stella splendens" en el folio 22r del Llibre Vermell.

Stella splendens in monte ut solis radium miraculis serrato exaudi populum.

Concurrunt universi gaudentes populi

divites et egeni grandes et parvuli

ipsum ingrediuntur ut cernunt oculi

et inde revertuntur gracijis repleti.

Principes et magnates extirpe regia

saeculi potestates obtenta venia

peccaminum proclamant tundentes pectora

poplite flexo clamant hic: Ave Maria.

Prelati et barones comites incliti

religiosi omnes atque presbyteri

milites mercatores cives marinari

burgenses piscatores praemiantur ibi.

Rustici aratores nec non notarii

advocati scultores cuncti ligni

fabri sartores et sutores nec non lanifici

artifices et omnes gratulantur ibi.

Reginae comitissae illustres dominae

potentes et ancillae juvenes parvulae

virgines et antiquae pariter viduae

conscendunt et hunc montem et religiosae.

Coetus hic aggregantur hic ut exhibeant

vota regratiantur ut ipsa et reddant

aulam istam ditantes hoc cuncti videant

jocalibus ornantes soluti redeant.

Cuncti ergo precantes sexus utriusque

mentes nostras mundantes oremus devote

virginem gloriosam matrem clementiae

in coelis gratiosam sentiamus vere.

- Laudemus Virginem, canon a 3 voces (fol. 23)

Caça de duobus vel tribus:

Laudemus virginem mater est et ejus filius Ihesus est. 

Plangemus scelera acriter Sperantes in Ihesum jugiter.

- Mariam, matrem virginem, attolite, himno en forma de virolai polifónico (fol. 25r)

Mariam Matrem Virginem attolite Ihesum Christum extollite concorditer.

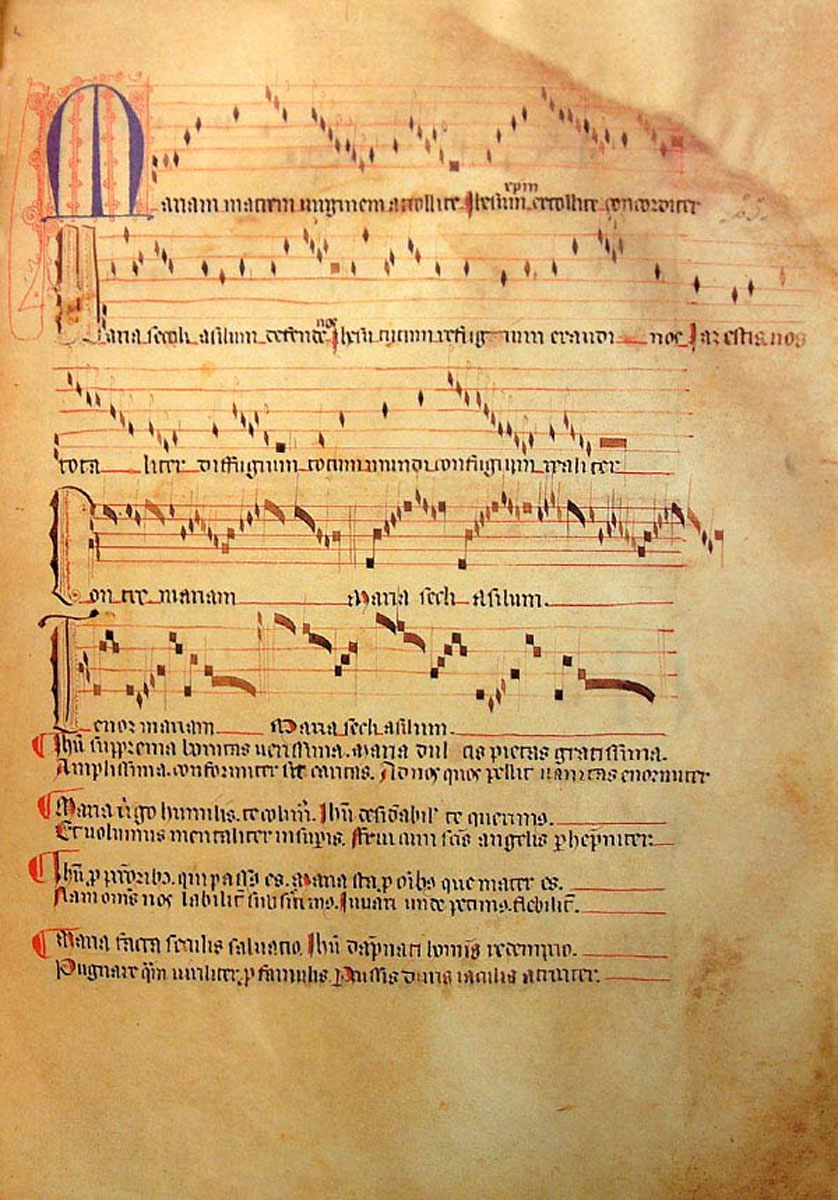
"Mariam matrem virginem" en el folio 25r del Llibre Vermell.

Maria seculi asilum defende nos. Ihesu tutum refugium exaudi nos.

Iam estis nos totaliter diffugium totum mundi confugium realiter.

Ihesu suprema bonitas verissima. Maria dulcis pietas gratissima.

Amplissima conformiter sit caritas ad nos quos pellit vanitas enormiter.

Maria facta saeculis salvatio. Ihesu damnati hominis redemptio.

Pugnare quem viriliter per famulis percussis duris iaculis atrociter.

- Polorum Regina, danza en forma de virolai (fol. 24v)

A ball redon:

Polorum regina omnium nostra. Stella matutina dele scelera.

Ante partum virgo Deo gravida Semper permansisti inviolata.

Et in partu virgo Deo fecunda Semper permansisti inviolata.

Et post partum virgo mater enixa Semper permansisti inviolata.

- Cuncti simus concanentes, danza en forma de virolai (fol. 24)

A ball redon:

Cuncti simus concanentes Ave Maria.

Virgo sola existente en affuit angelus Gabriel est appellatus atque missus celitus.

Clara facieque dixit: Ave Maria. Clara facieque dixit: audite karissimi.

En concipies Maria Pariesque filium audite karissimi Vocabis eum Ihesum.

- 'Splendens ceptigera, canon a 3 voces (fol. 23)

Caça de duobus vel tribus:

Splendens ceptigera 

Nostris sis advocata 

Virgo puerpera. 

Tundentes pectora 

Crimina confitentes 

Simus altissimo.

- Los set gotxs, danza (fol. 23v)

Ballada dels goytxs de Nostre Dona en vulgar cathallan a ball redon:

Los set gotxs recomptarem et devotament xantant

humilment saludarem la dolça verge Maria.

Ave Maria gracia plena Dominus tecum Virgo serena.

Verge fos anans del part pura e sans falliment

en lo part e prés lo part sens negun corrumpiment.

Lo Fill de Déus Verge pia de vós nasque verament.

Verge tres reys d'Orient cavalcant amb gran corage

al l'estrella precedent vengren al vostré bitage.

Offerint vos de gradatge Aur et mirre et encenç.

Verge estant dolorosa per la mort del Fill molt car

romangues tota joyosa can lo vis resuscitar.

A vos madre piadosa prima se volch demostrar.

Verge lo quint alegratge que'n agues del fill molt car

estant al munt d'olivatge Al cell l'on vehes puyar.

On aurem tots alegratge Si per nos vos plau pregar.

Verge quan foren complitz los dies de pentecosta

Ab vos eren aunits los apostols et de costa.

Sobre tots sens nuylla costa devallà l'espirit sant.

Verge'l derrer alegratge que'n agues en aquest mon

vostre Fill ab coratge vos munta al cel pregon.

On sots tots temps coronada regina perpetual.

- Imperayritz de la ciutat joyosa / Verges ses par misericordiosa, motete polifónico (fol. 25v)

Imperayntz de la ciudad joyosa

de paradis ab tot gaug eternal

neta de crims de virtutz habundosa

mayres de Dieu per obra divinal

verges plasen ab fas angelical

axi com sotz a Dieu molt graciosa

placaus estar als fizels piadosa

preyan per lor al rey celestial.

Rosa flagran de vera benenanca

fons de merce jamays no defallen

palays d'onor on se fech l'alianca

de deu e d'hom per nostre salvamen

e fo ver Dieus es hom perfetamen

ses defallir en alcuna substanca

e segons hom mori senes dubtanca

e com ver Dieus levech del monimen.

Flor de les flor dolca clement et pia

l'angel de Dieu vesem tot corrocat

e par que Dieus lamandat qu'ens alcia

don el es prest ab l'estoch affilat.

Donchos placa vos que'l sia comandat

qu'estoyg l'estoch e que remes nos sia

tot fallimen tro en lo presen dia

ens done gaug e patz e sanitat.

- 'Ad mortem festinamus, danza en forma de virolai (fol. 26v)

Ad mortem festinamus peccare desistamus.

Scribere proposui de contemptu mundano ut degentes seculi non mulcentur in vano.

Iam est hora surgere a sompno mortis pravo.

Vita brevis breviter in brevi finietur mors venit velociter quae neminem veretur.

Omnia mors perimit et nulli miseretur.

Ni conversus fueris et sicut puer factus et vitam mutaveris in meliores actus

intrare non poteris regnum Dei beatus.

Tuba cum sonuerit dies erit extrema et iudex advenerit vocabit sempiterna

electos in patria prescitos ad inferna.

Quam felices fuerint qui cum Christo regnabunt facie ad faciem sic eum adspectabunt

Sanctus Dominus Sabaoth conclamabunt.

Et quam tristes fuerint qui eterne peribunt pene non deficient nec propter has obibunt.

Heu heu miseri numquam inde exibunt.

Cuncti reges seculi et in mundo magnates advertant et clerici omnesque potestates

fiant velut parvuli dimitant vanitates.

Heu fratres karissimi si digne contemplemus passionem Domini amara et si flemus

ut pupillam oculi servabit ne peccemus.

Alma Virgo virginum in celis coronata apud tuum filium sis nobis advocata

Et post hoc exilium occurens mediata.

Vila cadaver eris cur non peccare vereris.

Cur intumescere quearis. Ut quid peccuniam quearis. Quid vestes pomposas geris.

Ut quid honores quearis. Cur non paenitens confiteris. Contra proximum non laeteris.

Existen otras dos piezas con la misma música que dos de las anteriores:
- Plangamus scelera, con la misma melodía que Laudemus virginem
- Tundentes pectora, con la misma melodía que Splendens ceptigera

### Danzas y coreografías

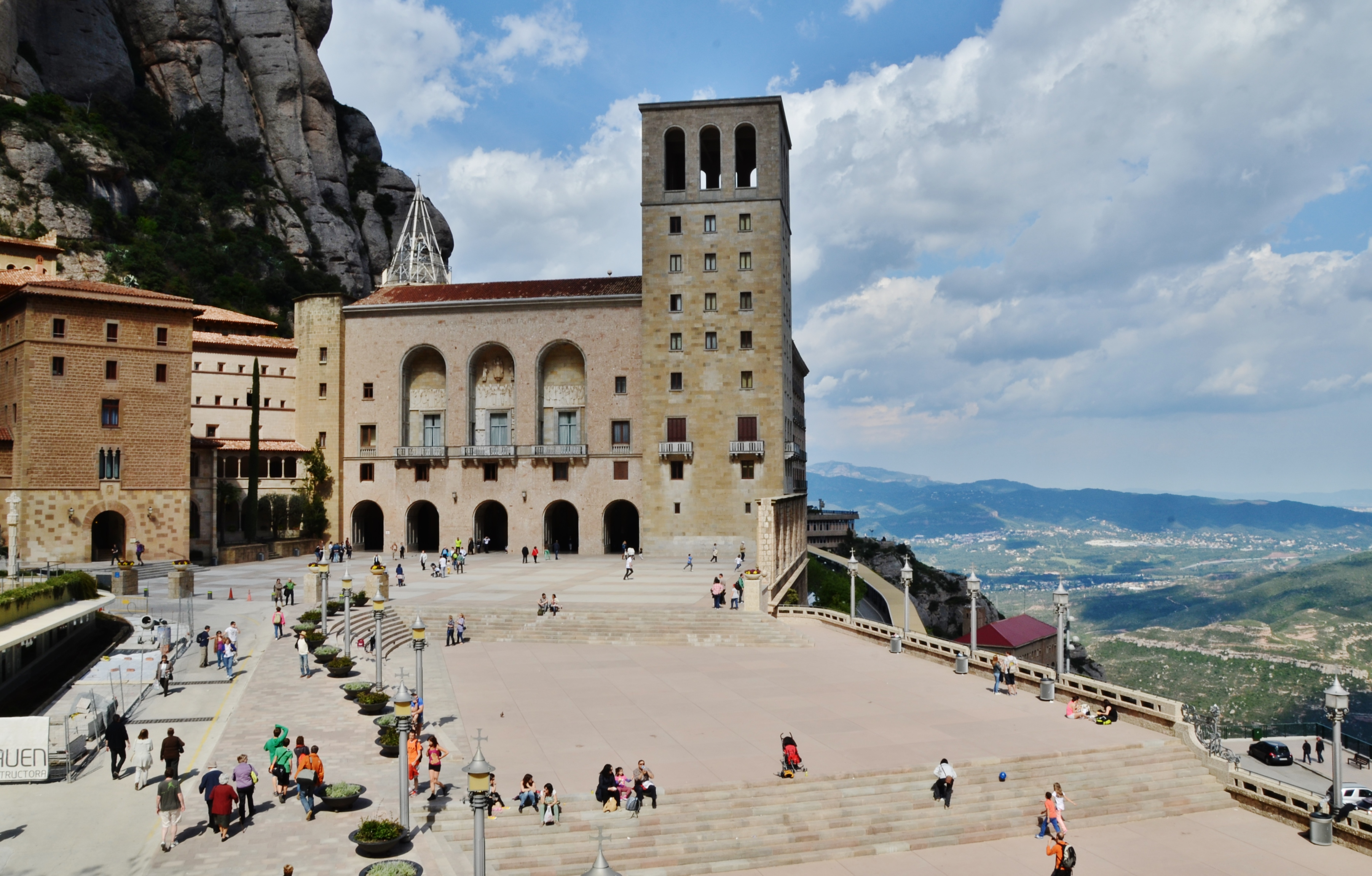
Las danzas circulares, con cantos de contenido religioso y en latín, descritas en el Llibre Vermell debían bailarse en la plaza de la entrada de la iglesia para sustituir a otras, menos adecuadas, que eran las populares entre los peregrinos.

Este códice recoge una serie de danzas orientadas a entretener a los peregrinos de una manera que consideraba apropiada para un lugar cristiano, y diferentes a los bailes populares de esa época en otros contextos, como por ejemplo los bailes en las procesiones que dieron la bienvenida, con música y danzas, a los reyes de la Corona de Aragón en su visita a Valencia a principios del siglo XV. A Martín I de Aragón, por ejemplo le gustaban especialmente las bailarinas-juglaresas "mora» (alfuleys), que eran valencianas y con nombres como Graciosa, Nutza, Uzey o Muzeys.
Las danzas descritas en el Llibre Vermell corresponden a canciones marianas y se bailan con los danzantes formando un círculo y cogidos de la mano. Estos "balls redons», «ball rodons» o danzas circulares (las palabras «sardana» o «cerdana» todavía no aparecen) son Los set gotxs (Los siete gozos), Cuncti simus, Polorum regina y Stella splendens. Las tres primeras se cantan a una voz y la última es un virolai cantado a dos voces. También destaca la danza Ad mortem festinamus, cuya música y letra de este virolai constituyen la danza de la muerte más antigua de la que la música está preservada, y que actualmente tiene versiones de textos en catalán y castellano. Esta danza de Verges, en Gerona, está interpretada por cinco bailarines vestidos de esqueletos y consiste en tres pasos de baile giratorios.
En la Edad Media la danza popular estaba muy viva. A menudo iba asociada a juglares y vinculada a cultos agrarios de origen pagano. De igual manera que hizo con las demás manifestaciones escénicas, la iglesia trató de traerlas a su campo. Muestra de ello son las danzas del Llibre Vermell, que quizá surgieron a partir de aquellas, e inspiradas en los modelos de los salmos, para ser integradas en la liturgia católica como manifestación de gozo espiritual.

## Discografía selecta
- 1978 – Llibre Vermell de Montserrat, siglo XIV. Hesperion XX, Jordi Savall. (EMI Reflexe 45 641).
- 1992 – Llibre Vermell, pilgrim songs & dances. New London Consort, Philip Pickett. (L'Oiseau-lyre 433 186)
- 1993 – Llibre Vermell. Ensemble Anonymus, Claude Bernatchez. (Analekta 28001)
- 1993 – Llibre Vermell de Montserrat. Ars Antiqua (Eduardo Arámbula) & Schola Cantorum de México (Alfredo Mendoza).
- 1994 – Llibre Vermell de Montserrat, cantigas de Santa Maria. Ensemble Alla Francesca
- 1998 – Secular music c.1300. Studio der frühen Musik, Thomas Binkley. (Teldec 3984-21709-2)
- 1998 – The Black Madonna: Pilgrim Songs from the Monastery of Montserrat (1400-1420). Ensemble Unicorn, Michael Posch. (Naxos 8.554256)
- 2001 – Llibre Vermell de Montserrat. Ensemble Micrologus. (Discant 1008)
- 2002 – Llibre Vermell. Capella de Ministrers, Carles Magraner. (Licanus CDM 0201)
- 2007 – Llibre Vermell. Millenarium et al., Christophe Deslignes. (Ricercar 260)
- 2008 – Llibre Vermell. Choeur de Chambre de Namur.

### Versiones
Además de la selección de grabaciones del Llibre Vermell citadas, se han llevado a cabo versiones tanto por parte de intérpretes clásicos así como músicos pertenecientes a otros géneros musicales. Así pues, las piezas han sido interpretadas y/o grabadas, entre otros, por los siguientes grupos musicales:
- En 1988 Xavier Benguerel estrenó en el Gran Teatro del Liceo la cantata escénica titulada Llibre Vermell, donde se glosa la música original.
- En 2002 la Companyia Elèctrica Dharma saca el disco Llibre Vermell, donde mezclan sonidos rock con las melodías del códice.
- En 2007 Bernat Vivancos estrenó en el Auditori de Barcelona la obra sinfónica Còdex: glosses sobre tres fragments del Llibre Vermell.